# Walter von Keyserlingk
Pour les articles homonymes, voir Keyserling.
Le baron Walter von Keyserlingk, né le 27 juin 1869 à Stettin et mort le 10 décembre 1946 à Wiesbaden, est un officier de marine allemand qui participa à la Première Guerre mondiale et fut vice-amiral en fin de carrière.

## Biographie
Walter von Keyserlingk est le fils du baron Ewald von Keyserlingk et de son épouse Katharine, née Lenke. Il descend d'une famille ancienne de la noblesse de Westphalie, dont une branche (sous l'orthographe de Keyserling) s'est installée en Livonie et en Courlande.
Il entre le 16 avril 1886 dans la marine impériale allemande en tant que cadet. Il est nommé attaché de marine, le 1er octobre 1908, et envoyé à l'ambassade allemande de Saint-Pétersbourg, où il demeure jusqu'au 30 septembre 1912, avec la responsabilité de traiter de la politique navale.
Il est élevé au grade de capitaine de vaisseau, le 1er octobre 1912 et prend le commandement du navire de ligne, le SMS Lothringen, à bord duquel il combat pendant la Première Guerre mondiale, jusqu'au 27 janvier 1916. Il est nommé le 1er juin 1917 commandant du SMS Kaiser, succédant au capitaine de vaisseau Adolf von Trotha. Il est en même temps à deux reprises amiral en second de la IVe escadre de la Hochseeflotte qui combat en mer du Nord et en mer Baltique (du 18 février au 14 mars 1917 et du 28 avril au 2 mai 1917).
Keyserlingk est nommé contre-amiral, le 31 mai 1917, et prend la direction du département des opérations à l'amirauté, laissant le commandement du Kaiser au capitaine de vaisseau Max Loesch. Keyserlingk est alors spécialement chargé des opérations de la mer du Nord et de la Baltique, où l'écroulement de l'Empire russe quelques mois plus tôt a changé la donne. Du 22 décembre 1917 au 18 février 1918, il est aussi mandaté comme responsable du haut commandement des forces terrestres et navales chargé de négocier avec la Russie bolchévique la fin des combats.
Le vice-amiral-baron von Keyserlingk est ensuite nommé responsable de la sécurité navale en mer Baltique. Il ne démissionne pas à la chute de l'Empire allemand et demeure à ce poste, jusqu'au 31 juillet 1919.
Ses archives se trouvent aux Archives fédérales militaires de Fribourg-en-Brisgau.